# Blanca Paloma
Blanca Paloma Ramos Baeza (El Altet, Elche, Alicante, Comunidad Valenciana, 9 de junio de 1989) es una cantante, compositora y escenógrafa española. Es conocida por haber participado en el Benidorm Fest 2022, y por ganar la edición de 2023 del festival, lo que le valió para ser la representante española para el Festival de la Canción de Eurovisión de 2023 con la canción «Eaea».
Es hermana de Sara Ramos Baeza, participante de la primera edición del concurso musical Eurojunior en 2003.

## Biografía
Blanca Paloma Ramos Baeza estudió bellas artes, y tras ello se especializó en escenografía; campo en el que ha trabajo en diferentes montajes teatrales. Compaginando su labor como escenógrafa con la música. Blanca Paloma integró las bandas musicales De mar a mar y Alfakay. Es la compositora de la música de la serie de televisión Lucía en la telaraña.
En 2022 se presentó a la primera edición del Benidorm Fest con la canción «Secreto de agua». Obtuvo el quinto puesto, por lo que no se clasificó para ser la representante española al Festival de Eurovisión de 2022. En ese mismo año lanzó el sencillo «Niña de fuego» que promocionaba la Comunidad Valenciana.
Al año siguiente, en 2023, volvió a presentar su candidatura. Interpretó la canción «Eaea» en la segunda semifinal y obtuvo una puntuación de 167 votos lo que dio el pase a la final de la competición. En la final se disputó el triunfo con la otra gran favorita por el público, la canción «Quiero arder» del cantante canario Agoney. Blanca Paloma se alzó con la victoria con 169 puntos y se convirtió en la representante española para el Festival de Eurovisión que se celebró en Liverpool.
En la edición de Eurovisión de 2023 consiguió un total de 100 puntos, 95 del jurado, que le otorgó una novena posición, y 5 del televoto, recibiendo la menor puntuación de entre todos los concursantes y quedando en la posición global número 17. Su participación en el concurso europeo fue tildada de «fracaso» por diferentes medios de comunicación y parte de la opinión pública de España.
En junio de 2023, se dio a conocer su fichaje por la discográfica Universal Music, para el lanzamiento del primer disco de su carrera.

## Discografía

### Sencillos
- «Secreto de agua» (2021).
- «Niña de fuego (Canción del fuego fatuo medley)» (2022).
- «Eaea» (2022).
- «Plumas de nácar» (2023).
- «Jaleo» (2023).

## Premios y nominaciones
| Año  | Evento                                    | Premio              | Resultado     | Puntos     |
| ---- | ----------------------------------------- | ------------------- | ------------- | ---------- |
| 2022 | Benidorm Fest (RTVE, España)              |                     | 5.ª finalista | 61 puntos  |
| 2023 | Benidorm Fest (RTVE, España)              | Micrófono de bronce | Ganadora      | 169 puntos |
| 2023 | Festival de la Canción de Eurovisión 2023 |                     | 17.ª posición | 100 puntos |